# Canon EOS 3000N
Canon EOS 3000N (название в США — Canon EOS Rebel XS N, в Японии — Canon EOS 66) — малоформатный однообъективный зеркальный фотоаппарат с автофокусом, рассчитанный на фотолюбителей. Поступил в продажу в феврале 2002 года, сменив модель Canon EOS 3000.
Осенью 2003 года появилась модель Canon EOS 3000V, представляющая собой упрощённый вариант Canon EOS 300V.